# Karl Hermann Pillney
Karl Hermann Pillney   (Graz, 8 d'abril de 1896 - Bensberg, 10 d'abril de 1980) va ser un pianista de concerts austríac.
Karl Hermann Pillney, era fill d'un arpista i músic de cambra, va assistir a l'escola secundària. Després de graduar-se a l'escola secundària el 1915, va anar al conservatori de Colònia, on va estudiar amb Hermann Abendroth, entre d'altres. El 1923 va rebre el diploma com a pianista de concerts.
Va assistir a gires de concerts a Europa i a l'estranger. El 1925 va rebre una cita a la "Rheinische Musikschule Köln". Pillney s'havia casat amb Elisabeth Feldmann des del 1927, amb qui va tenir dos fills. Des de 1930 fou pianista de concerts, cap d'una classe magistral per a piano i des de 1940 professor a la Universitat Estatal de Música de Colònia.
El novembre de 1931 va ser atacat per la premsa nazi per la seva obra musical. Després de la "presa del poder" per part dels nacionalsocialistes, Pillney va ser tanmateix admès com a membre del NSDAP l'1 d'abril de 1933 i registrat amb el número 1.785.769, però es va donar de baixa de 1934 a 1937.
Fins i tot a la postguerra va romandre com a professor universitari fins al 1951, tenint entre d'altres alunes a Jürg Baur, Egon Sarabèr, (Autor von Methode und Praxis der Musikgestaltung, 2011) i Eckart Sellheim. Però després va treballar com a compositor autònom.
Va veure com editar i publicar música antiga, especialment Johann Sebastian Bach i altres compositors.
L'obra més reeixida de compositor de Pillney és el cicle de Eskapaden eines Gassenhauers per a piano i orquestral de 1968, en què va variar l'èxit "Was machst Du mit dem Knie, lieber Hans" en diversos estils clàssics.

## Obres
- Bearbeitung der Bach-Variationen von Max Reger für Klavier und Orchester (Uraufführung Köln 1924)[2]
- Bearbeitung von J. S. Bachs Musikalischem Opfer
- Christus, Motette 1928
- Von Freitag bis Donnerstag, Operneinakter 1931
- Musik für Klavier und Orchester, 1932
- Ergänzung der Schlussfuge von J. S. Bachs Kunst der Fuge
- Kadenz (Fugato) zum letzten Satz von Mozarts Klavierkonzert d-Moll
- Eskapaden eines Gassenhauers, 1968